# Eleonora Timpani
Eleonora Timpani (Roma, 28 ottobre 1991) è un'attrice italiana.

## Biografia
Eleonora nasce a Roma, dove attualmente vive. 
Esordisce come attrice nel 2008 in Viva Los Mariachos, puntata pilota per Disney Channel.
Nel 2009 è nel cast di R.I.S. Roma - Delitti imperfetti, con la regia di Fabio Tagliavia, dove interpreta il ruolo di Rosanna Aversa. Nel 2010 recita anche al cinema nel cast del film Qualunquemente, con la regia di Giulio Manfredonia.
Nel 2011 prende parte a tre fiction televisive:  Distretto di Polizia 11, regia di Alberto Ferrari, Il tredicesimo apostolo, in cui ha il ruolo di Rachele, e nella sitcom di Disney Channel, eBand, dove interpreta Lou.
Nel 2012 torna a far parte del cast fisso di R.I.S. Roma 3 - Delitti imperfetti.
Nel 2015 viene presa a far parte del cast di Chiamatemi Francesco - Il Papa della gente, film sulla vita di papa Francesco, diretto da Daniele Luchetti. Sempre nello stesso anno fa parte di due serie TV: Dov'è Mario?, per Sky diretta da Edoardo Gabbriellini e Rimbocchiamoci le maniche, per Mediaset, diretta da Stefano Reali e Sergio Assisi.

## Filmografia

### Cinema
- Qualunquemente, regia di Giulio Manfredonia  (2010)
- Chiamatemi Francesco - Il Papa della gente, regia di Daniele Luchetti (2015)
- Guarda in alto, regia di Fulvio Risuleo (2016)
- Tundra (2020)

### Televisione
- Viva Los Mariachos - puntata pilota per Disney Channel (2008)
- R.I.S. Roma - Delitti imperfetti, regia di Fabio Tagliavia, 9 episodi (2010)
- R.I.S. Roma 2 - Delitti imperfetti, regia di Francesco Miccichè, episodi 2x02-2x03 (2011)
- Il tredicesimo apostolo, regia di Alexis Sweet (2011)
- eBand, regia di Yuri Rossi (2011)
- Distretto di Polizia 11, regia di Alberto Ferrari – serie TV, 8 episodi (2011)
- R.I.S. Roma 3 - Delitti imperfetti, regia di Francesco Miccichè, 7 episodi (2012)
- Rimbocchiamoci le maniche, regia di Stefano Reali  (2015)
- Dov'è Mario?, regia di Edoardo Gabbriellini - in onda su Sky Atlantic (2015)
- Morti in Vacanza, regia di K. Tassin- puntata pilota (2021)
- L’arte della gioia , regia di Valeria Golino-ruolo Ines (2024)

### Cortometraggi
- Scaleno, regia di Gilles Rocca (2009)
- La notte di San Giovanni, regia di Antonio Silvestre (2016) - video musicale del cantautore romano Francesco Spaggiari.
- Senzamare, regia di Giovanni B. Algieri (2017)
- Senza Corpo, regia di Stefano Cioffi (2018)
- Piante con vaso su gambe, regia di Mirko Bruzzesi (2018)

## Pubblicità
- Vodafone internet mania - ruolo: nipotina di Totti (2010)
- Latteria Soresina (2017)